# بیانکا شامبورگ
بیانکا شامبورگ (به انگلیسی: Bianca Shomburg) (زاده ۱۷ سپتامبر ۱۹۷۴) خواننده آلمانی است.
او در مسابقه آواز یوروویژن ۱۹۹۷ نماینده آلمان بود .